# اندرو جی.کوهن
اندرو جی. کوهن فیلمنامه‌نویس کارگردان آمریکایی است که او را به خاطر فیلم همسایه‌ها می‌شناسند.
او همچنین فیلم سینمایی خانه که قرار است در ۳۰ ژوئن ۲۰۱۷ منتشر شود را نیز کارگردانی کرده‌است.
کوهن با کریستال لی ازدواج کرده‌است.